# Pseudophisthodiscus americanus
Pseudophisthodiscus americanus är en plattmaskart. Pseudophisthodiscus americanus ingår i släktet Pseudophisthodiscus och familjen Paramphistomatidae. Inga underarter finns listade i Catalogue of Life.